# نادر سینکی
نادر سینَکی (زادهٔ ۳۰ آذر ۱۳۳۵ در تهران) موسیقی‌دان، آهنگساز، رهبر ارکستر و نوازندهٔ سنتور اهل ایران است.

## زندگی هنری
نادر یونسی سینکی (نادر سینکی) ۳۰ آذر سال ۱۳۳۵ در تهران متولد شد. در کودکی به موسیقی گرایش پیدا کرد و از ۱۱ سالگی به فراگیری ساز سنتور نزد «اسماعیل واثقی» مشغول شد. پس از آن از آموزش‌های «رضا شفیعیان» بهره برد. او همچنین به مدت ۴ سال نزد «محمد حیدری» آموخته‌های خود را تکمیل نمود. در ادامه، دورهٔ عالی سنتورنوازی را نزد «فرامرز پایور» پی گرفت. او پس از انقلاب سال ۱۳۵۷ همکاری خود را با صدا و سیما آغاز کرد. او همچنین با ارکسترهای مختلف و هنرمندانی نظیر: «مجتبی میرزاده»، «شهریار فریوسفی»، «بهمن رجبی» و… همکاری داشته‌است و برنامه‌هایی در ایران و اروپا به اجرا گذاشته‌است. او سال‌ها به آموزش موسیقی و ساز سنتور در هنرستان موسیقی پرداخته‌است.
او رهبری ارکستر سمفونیک هنرجویان هنرستان‌های هنرهای زیبای دختران و پسران تهران را به عهده داشته‌است. وی همچنین رهبری «ارکستر بزرگ ایرانی هنرستان موسیقی پسران» را بر عهده دارد.
در ۳۰ آذر ۱۳۹۵ مراسم نکوداشت نادر سینکی در هنرستان موسیقی برگزار شد. همچنین در جشن صدسالگی هنرستان موسیقی تهران از نادر سینکی تقدیر به‌عمل آمد.

## آثار هنری
از جمله آثار هنری نادر سینکی به این موارد می‌توان اشاره نمود:
- آهنگسازی مجموعه آلبوم‌های گروه موسیقی «نوای هم آوازان»[۶]
- قطعه «خون دل» (در دستگاه چهارگاه)[۷]
- قطعه «گل افشان» (در دستگاه چهارگاه)[۷]
- قطعه «شور بهار» (در آواز دشتی)[۸]
- قطعه «طلوع» (در آواز بیات اصفهان)[۹]
- قطعه «تلاش» (در دستگاه ماهور)[۱۰]
- «چهارمضراب ماهور»[۱۱]
- «چهارمضراب افشاری»[۱۲]
- «چهارمضراب ابوعطا»[۱۳]
- «ضربی کرد بیات»[۱۴]
- تصنیف «گردش ایام» به خوانندگی «مهدی حبیبی» (در آواز بیات اصفهان)[۱۵]
- تصنیف «گل باغ ملکوت» به خوانندگی «محمد گلریز»[۱۶]
- نوازندگی در آلبوم موسیقی «گفتگو» به آهنگسازی «فرامرز پایور»[۱۷]
- نوازندگی در آلبوم موسیقی «شکوفه اشک» به آهنگسازی «احمدعلی راغب»[۱۸]
- نوازندگی در آلبوم موسیقی «نگاه آسمانی» به آهنگسازی «همایون رحیمیان» و خوانندگی «حسام الدین سراج»[۱۹]
- نوازندگی در آلبوم موسیقی «باران درود» به آهنگسازی «حسن زرگانی»[۲۰]